# Sofia Paldanius
	Karin Sofia Paldanius (ur. 16 marca 1979 w Göteborgu) – szwedzka kajakarka, medalistka mistrzostw świata i Europy, czterokrotna olimpijka.

## Kariera sportowa
Startując w konkurencji kajaków dwójek (K-2) zajęła 5. miejsce w wyścigu na 1000 metrów, 6. miejsce na 200 metrów i 9. miejsce na 500 metrów na mistrzostwach świata w 2001 w Poznaniu, a na mistrzostwach Europy w 2002 w Segedynie zajęła 4. miejsce w wyścigu czwórek (K-4) na 200 metrów, 5. miejsce w wyścigu dwójek na 500 metrów i 8. miejsce w wyścigu dwójek na 200 metrów. Zajęła 8. miejsce w konkurencji dwójek na 200 metrów na mistrzostwach świata w 2002 w Sewilli oraz 7. miejsce w wyścigu dwójek na 500 metrów na mistrzostwach Europy w 2004 w Poznaniu. 
Startując w parze z Anną Karlsson zajęła 8. miejsce w konkurencji dwójek na dystansie 500 metrów na igrzyskach olimpijskich w 2004 w Atenach. Zdobyła srebrny medal w wyścigu jedynek (K-1) na 1000 metrów (przegrywając jedynie z Katrin Wagner-Augustin z Niemiec, a wyprzedzając Michalę Strnadovą z Czech) oraz brązowy medal w konkurencji czwórek na dystansie 200 metrów (z Josefin Nordlöw, Karlsson i Karin Johansson) oraz zajęła 4. miejsce w wyścigu czwórek na 500 metrów na mistrzostwach Europy w 2005 w Poznaniu. Wystąpiła na mistrzostwach świata w maratonie kajakowym w 2005 Perth, na których w wyścigu jedynek na 36 kilometrów zajęła 9. miejsce. Na mistrzostwach świata w 2005 w Zagrzebiu zajęła w konkurencji czwórek 4. miejsce na 200 metrów i 5. miejsce na 500 metrów, a w konkurencji jedynek 7. miejsce na 1000 metrów. Na mistrzostwach Europy w 2006 w Račicach ponownie zdobyła brązowy medal w konkurencji czwórek na 200 metrów (z Nordlöw, Karlsson i Johansson) oraz zajęła 4. miejsca w wyścigach jedynek na 500 metrów i czwórek na 500 metrów. Zdobyła brązowy medal w wyścigu czwórek na 200 metrów (w tym samym składzie) oraz zajęła 4. miejsce w wyścigu jedynek na 500 metrów i 8. miejsce w wyścigu czwórek na 500 metrów na mistrzostwach świata w 2006 w Segedynie. 
Zwyciężyła w wyścigu jedynek na 1000 metrów (wyprzedzając Katalin Kovács z Węgier i Frederike Leue z Niemiec) oraz po raz trzeci wraz z Nordlöw, Karlsson i Johansson zdobyła brązowy medal w wyścigu czwórek na 200 metrów, a także zajęła 4. miejsce w wyścigu jedynek na 500 metrów i 7. miejsce w wyścigu czwórek na 500 metrów na mistrzostwach Europy w 2007 w Pontevedrze, a na mistrzostwach świata w 2007 w Duisburgu zdobyła brązowy medal w konkurencji jedynek na 1000 metrów (za Kovács i Leue) oraz zajęła 9. miejsca w wyścigach jedynek i czwórek na dystansie 500 metrów. Zajęła 4. miejsce w wyścigu jedynek na 500 metrów na mistrzostwach Europy w 2008 w Mediolanie. Odpadła w półfinale wyścigu jedynek na 500 metrów na igrzyskach olimpijskich w 2008 w Pekinie.
Startując w wyścigach dwójek w parze z Nordlöw zdobyła złoty medal na dystansie 1000 metrów i zajęła 4. miejsce na 500 metrów na mistrzostwach Europy w 2009 w Brandenburgu, a na mistrzostwach świata w 2009 w Dartmouth zdobyła wraz z Nordlöw brązowy medal w wyścigu dwójek na 500 metrów, a także zajęła 4. miejsce w wyścigu sztafetowym jedynek 4 × 200 metrów oraz 5. miejsca w wyścigach dwójek na 1000 metrów i czwórek na 200 metrów. Zajęła 5. miejsce w wyścigu dwójek na 1000 metrów i 9. miejsce w wyścigu jedynek na 500 metrów na mistrzostwach Europy w 2010 w Trasonie, a na mistrzostwach świata w maratonie kajakowym w 2010 w Banyoles zajęła 7. miejsce w wyścigu dwójek na 25,6 km.
Zdobyła brązowy medal w wyścigu jedynek na 1000 metrów (przegrywając z Franziską Weber z Niemiec i Kovács), a także zajęła 5. miejsce w wyścigu jedynek na 500 metrów i 7. miejsce w sztafecie K-1 4 × 200 metrów na mistrzostwach świata w 2010 w Poznaniu, a na mistrzostwach Europy w 2011 w Belgradzie zajęła w wyścigach jedynek 7. miejsce na 500 metrów i 9. miejsce na 1000 metrów. Zajęła 4. miejsce w wyścigu jedynek na 500 metrów i odpadła w półfinale wyścigu jedynek na 200 metrów na igrzyskach olimpijskich w 2012 w Londynie.
Zdobyła srebrny medal w konkurencji jedynek na 1000 metrów (za Tamarą Csipes z Węgier, a przed Anastasiją Charitonową z Rosji) na mistrzostwach Europy w 2014 w Brandenburgu. Na mistrzostwach świata w 2014 w Moskwie zajęła w wyścigach jedynek 8. miejsce na 1000 metrów i 9. miejsce na 500 metrów. Na swych czwartych igrzyskach olimpijskich w 2016 w Rio de Janeiro zajęła 9. miejsce (1. miejsce w finale B) w wyścigu dwójek na 500 metrów, startując w parze z Karin Johansson.